# 勒维冈
勒维冈（法語：Le Vigan，法語發音：[lə viɡɑ̃] ⓘ），法国南部城市，奥克西塔尼大区加尔省的一个市镇，同时也是该省的一个副省会，下辖勒维冈区，其市镇面积为17.24平方公里，2022年1月1日时人口数量为3,786人，在法国城市中排名第3,003位。
勒维冈位于加尔省西北部，塞文山南麓的一处河谷之中，是一个区域性的中心城市，多个方向的公路在此交汇。

## 地名来源
根据法国地名学家阿尔贝·多扎的论述，“Le Vigan”一名最初以“Avicantus”的形式被记载，该名称的“-cantus”这一后缀可能出自高卢语“cantos”，表示“高地”或“环形山”。
勒维冈所处区域历史上曾通行朗格多克方言，“Le Vigan”在奥克语维基百科及同语言的Openstreetmap中被标记为“Lo Vigan”。

## 历史

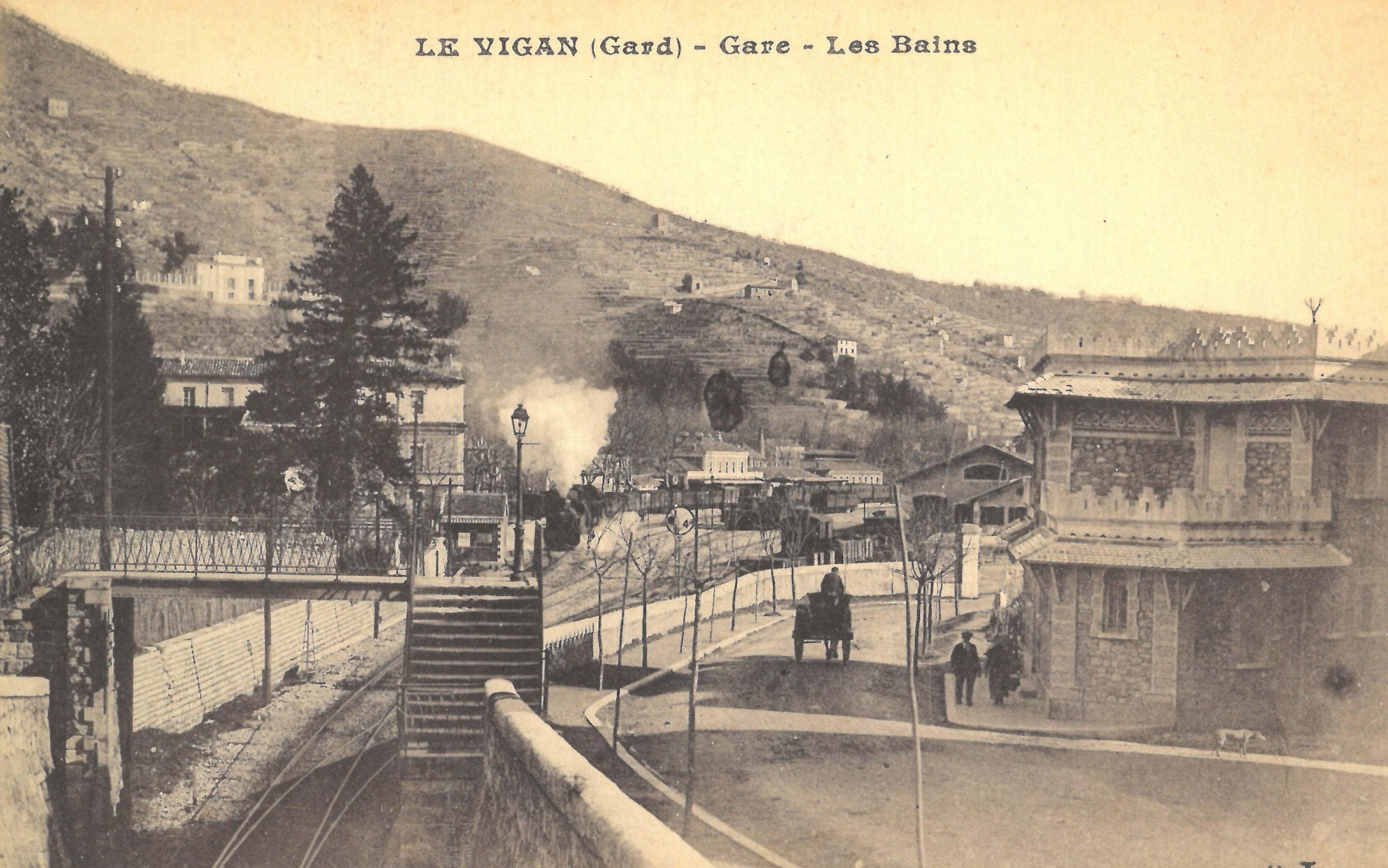
20世纪初的勒维冈

勒维冈的早期历史尚不清楚。根据当地官方网站的论述，当地最初的人类活动遗迹可追溯至公元前三世纪，彼时该地为沃尔克人的活动范围。公元11世纪时，图卢兹伯爵雷蒙·庞斯在此地兴建圣伯多禄修道院，此后其附近又出现了一处神学院。随着宗教活动的兴起，勒维冈逐渐形成聚落，当地出现了一处横跨阿尔河的桥梁、一座磨坊和一处花园。中世纪末期，勒维冈地区长期陷入宗教战争泥潭，新教徒占领勒维冈并烧毁了当地的城墙。战争结束后，嘉布遣教徒在此兴建教会，当地逐渐发展成为塞文地区的启蒙运动文化中心。18世纪后，勒维冈开始出现纺织工业活动。法国大革命后，勒维冈成为加尔省的一个市镇，并自1793年起成为该省的一个地区行署，后被改建为副省会。1860年，帕鲁瓦斯迪维冈（Paroisse-du-Vigan）整体并入勒维冈。工业革命期间，途径勒维冈的图讷米尔-罗克福尔—勒维冈铁路和勒维冈—基萨克铁路相继建成通车，后均于20世纪中后期关闭，部分路段被开辟为人行绿道。

## 地理

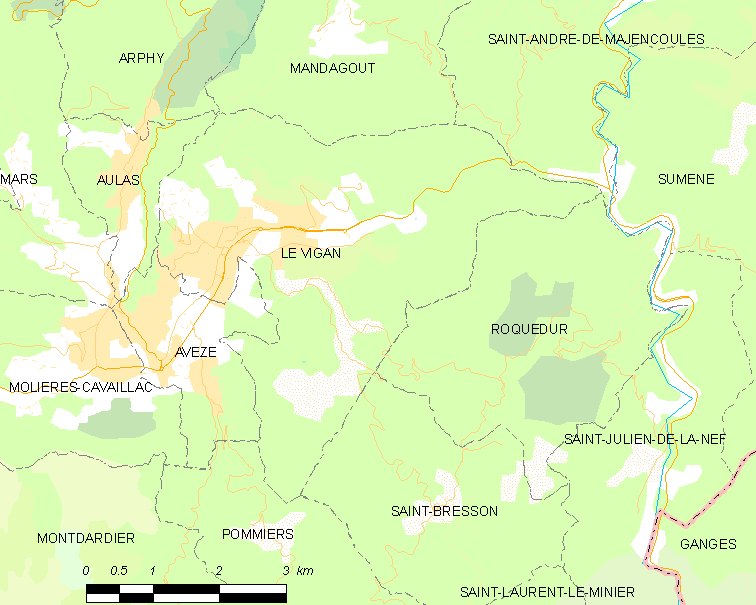
勒维冈市镇范围地图

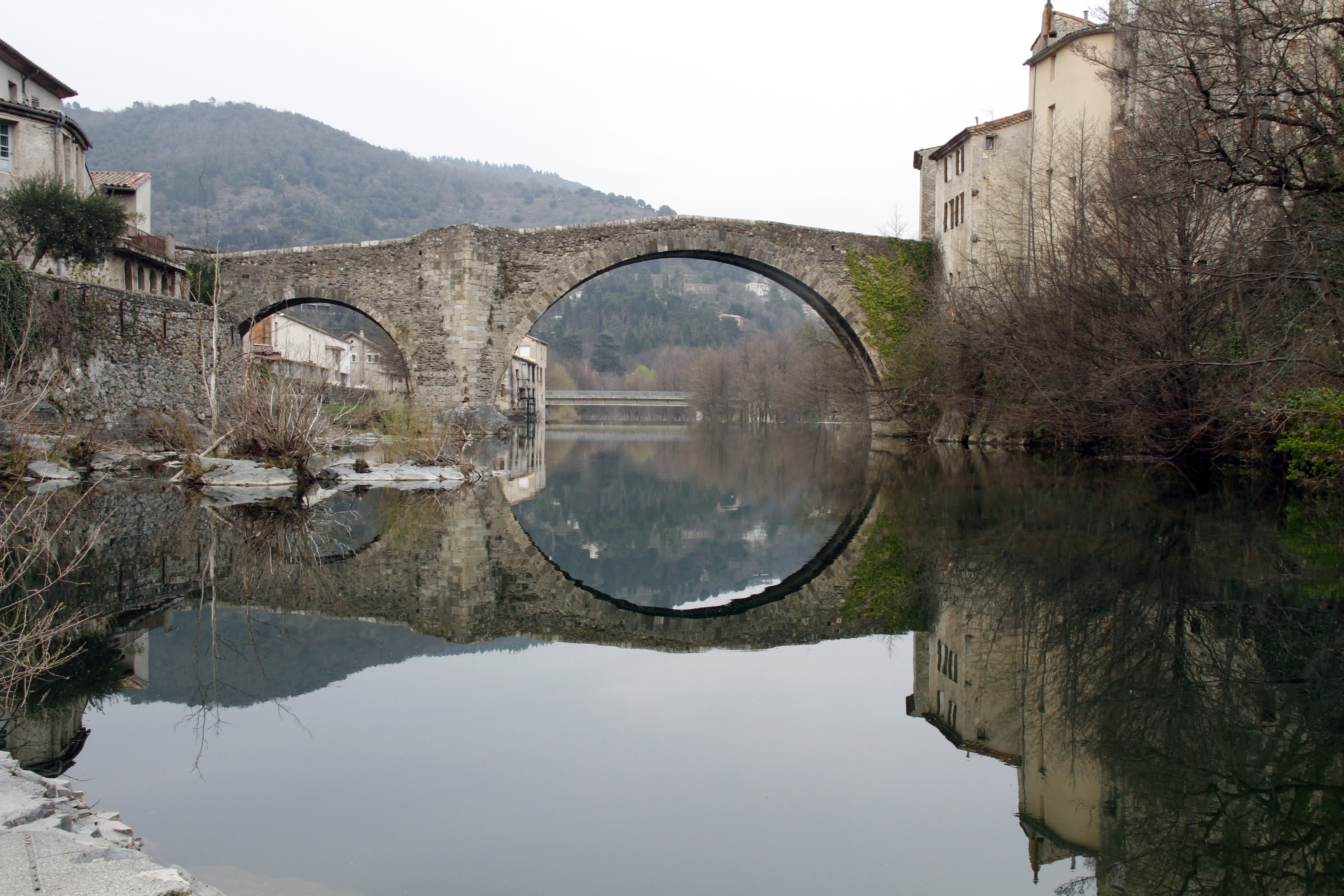
阿尔河 (埃罗河支流)勒维冈段

勒维冈位于法国南部，奥克西塔尼大区东部和加尔省西北部，距离省会尼姆大约80公里。与勒维冈接壤的市镇包括：欧拉斯、阿韦兹、芒达古、圣安德烈德马让库勒、罗克迪尔、波米耶和圣布雷松。

### 地形
勒维冈位于法国中央高原南部边缘，塞文山脉南侧，境内以丘陵和山地为主，市镇中心位于一处地势较为平坦的河谷地带，全境海拔在184到640米之间。

### 水文
勒维冈位于埃罗河流域范围内，阿尔河自西向东流经勒维冈镇中心，其两岸有多条溪流汇入。

### 植被
勒维冈属于温带阔叶混交林区，部分低海拔地区有硬叶林分布，市区内的主要绿地公园包括栗子林公园（Parc des Châtaigniers）、卡尔基耶尔花园（Jardin des Calquières）等，均常年免费向公众开放。
在鲜花城市的评比中，勒维冈被评为2星级鲜花城市。

### 气候
勒维冈在柯本气候分类法中属于带有山地及温带气候特征的地中海气候（Csb）。
勒维冈境内设有常年气象站，以下为该气象站的数据（其中日照数据取自米约）：
| 勒维冈 1981年－2019年 | 勒维冈 1981年－2019年 | 勒维冈 1981年－2019年 | 勒维冈 1981年－2019年 | 勒维冈 1981年－2019年 | 勒维冈 1981年－2019年 | 勒维冈 1981年－2019年 | 勒维冈 1981年－2019年 | 勒维冈 1981年－2019年 | 勒维冈 1981年－2019年 | 勒维冈 1981年－2019年 | 勒维冈 1981年－2019年 | 勒维冈 1981年－2019年 | 勒维冈 1981年－2019年 |
| 月份                  | 1月                   | 2月                   | 3月                   | 4月                   | 5月                   | 6月                   | 7月                   | 8月                   | 9月                   | 10月                  | 11月                  | 12月                  | 全年                  |
| --------------------- | --------------------- | --------------------- | --------------------- | --------------------- | --------------------- | --------------------- | --------------------- | --------------------- | --------------------- | --------------------- | --------------------- | --------------------- | --------------------- |
| 历史最高温 °C（°F）   | 22.4 (72.3)           | 24.5 (76.1)           | 29 (84)               | 32.3 (90.1)           | 34 (93)               | 37.9 (100.2)          | 42 (108)              | 40.2 (104.4)          | 36.9 (98.4)           | 33 (91)               | 26 (79)               | 21.1 (70.0)           | 42 (108)              |
| 平均高温 °C（°F）     | 10.4 (50.7)           | 11.4 (52.5)           | 14.8 (58.6)           | 17.5 (63.5)           | 21.8 (71.2)           | 26.3 (79.3)           | 29.9 (85.8)           | 29.3 (84.7)           | 24.5 (76.1)           | 18.8 (65.8)           | 13.6 (56.5)           | 10.6 (51.1)           | 19.1 (66.4)           |
| 日均气温 °C（°F）     | 5.9 (42.6)            | 6.5 (43.7)            | 9.4 (48.9)            | 11.9 (53.4)           | 15.7 (60.3)           | 19.6 (67.3)           | 22.5 (72.5)           | 22.1 (71.8)           | 18.1 (64.6)           | 14 (57)               | 9.1 (48.4)            | 6.3 (43.3)            | 13.4 (56.1)           |
| 平均低温 °C（°F）     | 1.4 (34.5)            | 1.6 (34.9)            | 4 (39)                | 6.3 (43.3)            | 9.6 (49.3)            | 12.8 (55.0)           | 15.2 (59.4)           | 14.9 (58.8)           | 11.7 (53.1)           | 9.2 (48.6)            | 4.6 (40.3)            | 2 (36)                | 7.8 (46.0)            |
| 历史最低温 °C（°F）   | −13.7 (7.3)           | −12.5 (9.5)           | −11.3 (11.7)          | −3.5 (25.7)           | −0.9 (30.4)           | 3.4 (38.1)            | 4.8 (40.6)            | 4.7 (40.5)            | 0.6 (33.1)            | −3.6 (25.5)           | −9 (16)               | −10.5 (13.1)          | −13.7 (7.3)           |
| 平均降水量 mm（）     | 134.9 (5.31)          | 103.7 (4.08)          | 72.9 (2.87)           | 121.1 (4.77)          | 103.9 (4.09)          | 65.6 (2.58)           | 36.3 (1.43)           | 53.9 (2.12)           | 141.9 (5.59)          | 213.7 (8.41)          | 193.4 (7.61)          | 164.5 (6.48)          | 1,405.8 (55.35)       |
| 月均日照時數          | 100.3                 | 126.9                 | 173                   | 183.4                 | 217.6                 | 262.1                 | 296                   | 260.9                 | 207.7                 | 132.1                 | 99.6                  | 98.1                  | 2,157.7               |
| 来源：infoclimat.fr   |                       |                       |                       |                       |                       |                       |                       |                       |                       |                       |                       |                       |                       |

## 行政区划
勒维冈的市镇编号为30350，邮政编号为30120。
在行政管理方面，勒维冈隶属于法国奥克西塔尼大区加尔省勒维冈区；在地方选举方面，勒维冈是勒维冈县的中央投票站所在地，其市镇范围全境被划入加尔省第五选区；在社会管理方面，勒维冈是勒维冈地区市镇公共社区的办公驻地。
截至2023年11月，勒维冈市镇范围内暂无任何城市敏感街区及城市政策优先街区。
法国国家统计与经济研究所（简称）在进行数据统计时，将勒维冈及相邻的另外5个市镇设为勒维冈城市核心区，并将包括核心区在内的周边共14个市镇划为勒维冈城市区。自2020年起，勒维冈城市区被包含20个市镇的勒维冈城市辐射区代替。此外，还将勒维冈市镇整体看作一个“块区”（IRIS），以便于统计人口分布情况。

## 交通

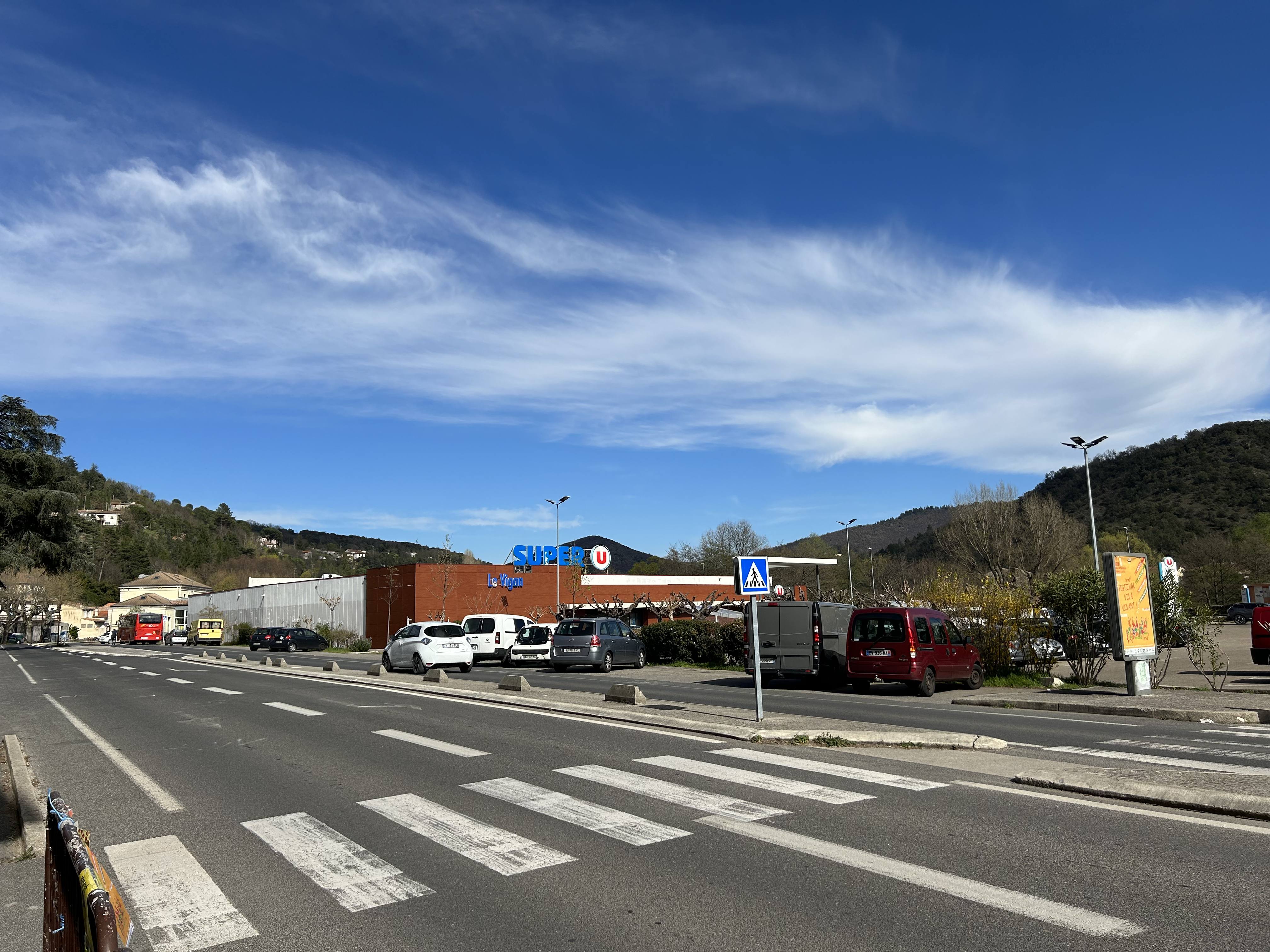
纵贯勒维冈镇中心的省道D999线

### 公路
加尔省省道D110线、D170线和D999线在勒维冈境内交汇。奥克西塔尼大区公共交通（商业名称为“Lio”）下属的101线、104线、105线、106线、108线、140线和142线经过勒维冈，可前往尼姆、阿尔菲、阿莱斯、特雷沃、维塞克、圣安德烈德马让库勒、康佩斯特尔和吕克等地。
| 48 | 43 |

| 尼姆 | 80 |

| 蒙彼利埃 | 67 |

| 冈日 | 19 |

2020年，51.5%的勒维冈家庭拥有至少一辆私人汽车。2021年，勒维冈境内共发生各类交通事故1起，造成1人受伤。

### 铁路
勒维冈位于图讷米尔-罗克福尔—勒维冈铁路和勒维冈—基萨克铁路的交汇处，这两条铁路均已关闭。
勒维冈距离尼姆站的公路里程大约80公里，该站停靠前往巴黎、巴塞罗那、斯特拉斯堡等地的高速列车，直通马赛和波尔多的城际列车，以及前往蒙彼利埃、阿莱斯、阿维尼翁和勒格罗迪鲁瓦四个方向的区域列车。

### 航空
距离勒维冈最近的民用航空站为78公里外的蒙彼利埃机场。

### 城市公共交通
截止2023年11月，勒维冈暂无城市公共交通系统。

## 政治

### 市政内阁

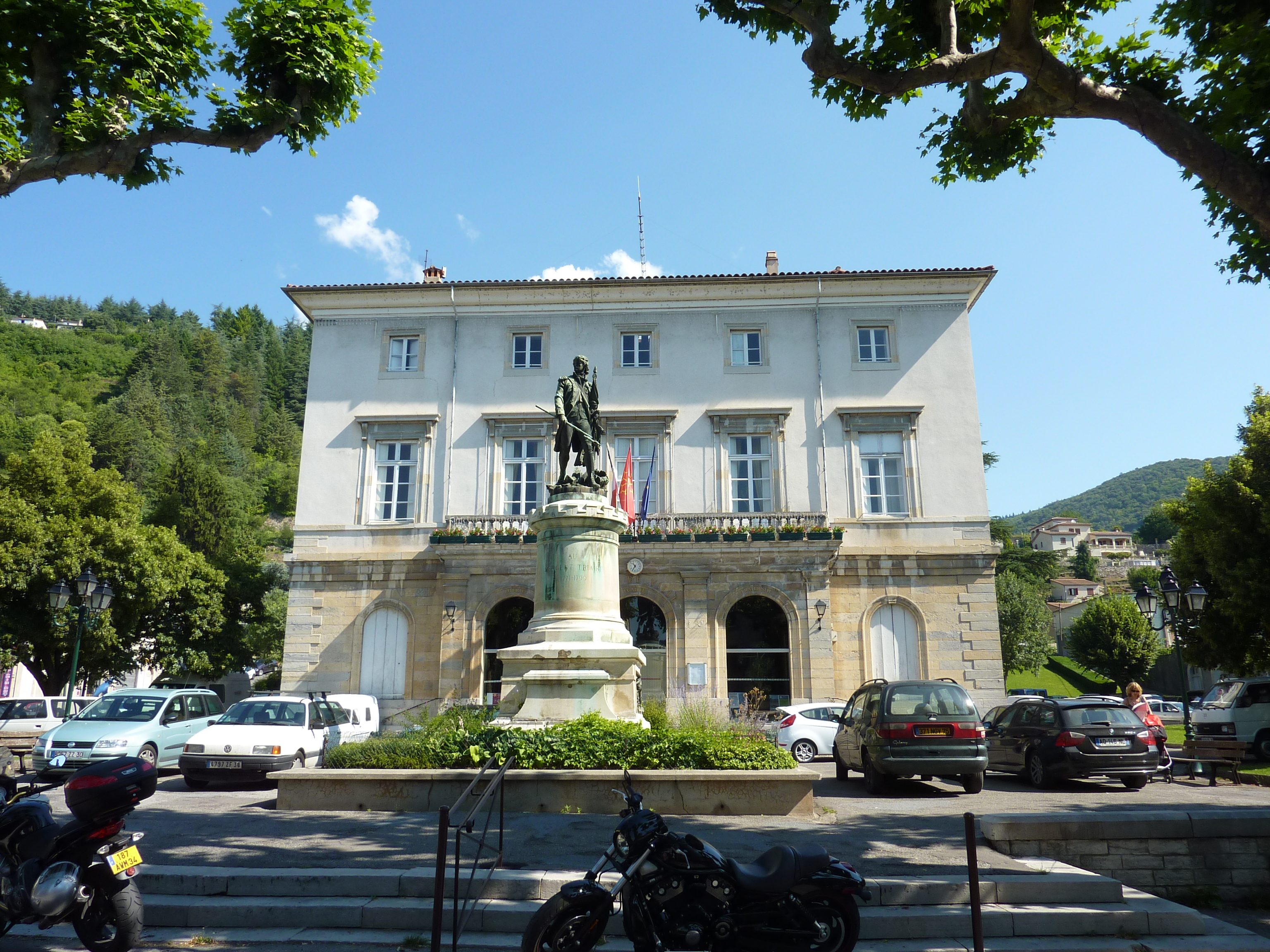
勒维冈市政厅

勒维冈的现任市长为西尔薇·阿纳尔女士（Sylvie ARNAL），她是一名左翼无党派人士，在2020年的市政选举中获得了52.83%的支持率。
| 勒维冈历届市长 | 勒维冈历届市长                | 勒维冈历届市长    |
| 任期           | 市长                          | 党派              |
| -------------- | ----------------------------- | ----------------- |
| 1944年－1949年 | Jules BESSIÈRES 朱尔·贝西埃   | 不详              |
| 1949年－1952年 | Ismaël DUPONT 伊斯马埃尔·迪蓬 | 不详              |
| 1952年－1969年 | André BASTIDE 安德烈·巴斯蒂德 | DVD右翼无党派人士 |
| 1969年－1977年 | René BOISSIÈRE 勒内·布瓦西埃  | 不详              |
| 1977年－1999年 | Alain JOURNET 阿兰·茹尔内     | PS社会党          |
| 1999年－2008年 | Thierry BOURRIÉ 蒂埃里·布里耶 | PS社会党          |
| 2008年－2020年 | Éric DOULCIER 埃里克·杜尔谢   | EÉLV欧洲生态-绿党 |
| 2020年－       | Sylvie ARNAL 西尔薇·阿纳尔    | DVG左翼无党派人士 |

### 各级选举
| 勒维冈历届投票选举结果 | 勒维冈历届投票选举结果 | 勒维冈历届投票选举结果 | 勒维冈历届投票选举结果 | 勒维冈历届投票选举结果    | 勒维冈历届投票选举结果 | 勒维冈历届投票选举结果 | 勒维冈历届投票选举结果 | 勒维冈历届投票选举结果 | 勒维冈历届投票选举结果 |
| 选举项目               | 选举范围               | 选区单位               | 选区单位内的选举结果   | 选区单位内的选举结果      | 选区单位内的选举结果   | 选区单位内的选举结果   | 选区单位内的选举结果   | 选区单位内的选举结果   | 参考资料               |
| 选举项目               | 选举范围               | 选区单位               | 第一轮胜出者           | 第一轮胜出者              | 支持率                 | 第二轮胜出者           | 第二轮胜出者           | 支持率                 | 参考资料               |
| ---------------------- | ---------------------- | ---------------------- | ---------------------- | ------------------------- | ---------------------- | ---------------------- | ---------------------- | ---------------------- | ---------------------- |
| 2017年法國總統選舉     | 法國                   | 市镇                   |                        | 让-吕克·梅朗雄            | 34.12%                 |                        | 埃马纽埃尔·马克龙      | 70.44%                 | [ 24 ]                 |
| 2017年法国立法选举     | 加尔省第五选区         | 市镇                   |                        | 奥利维耶·加亚尔           | 32.17%                 |                        | 奥利维耶·加亚尔        | 73.21%                 | [ 24 ]                 |
| 2019年欧洲议会选举     | 法國                   | 市镇                   |                        | 若尔丹·巴尔代拉           | 20.44%                 | （不适用）             | （不适用）             | （不适用）             | [ 26 ]                 |
| 2021年法国省级选举     | 加尔省                 | 县                     |                        | 马丁·德洛尔 埃莱娜·默尼耶 | 76.01%                 | （不适用）             | （不适用）             | （不适用）             | [ 27 ]                 |
| 2021年法国省级选举     | 加尔省                 | 市镇                   |                        | 马丁·德洛尔 埃莱娜·默尼耶 | 80.2%                  | （不适用）             | （不适用）             | （不适用）             | [ 27 ]                 |
| 2021年法国大区选举     | 奧克西塔尼大區         | 市镇                   |                        | 卡萝尔·德尔加             | 49.04%                 |                        | 卡萝尔·德尔加          | 73.43%                 | [ 28 ]                 |
| 2022年法国总统选举     | 法國                   | 市镇                   |                        | 让-吕克·梅朗雄            | 38.5%                  |                        | 埃马纽埃尔·马克龙      | 61.09%                 | [ 24 ]                 |
| 2022年法国立法选举     | 加尔省第五选区         | 市镇                   |                        | 米歇尔·萨拉               | 45.49%                 |                        | 米歇尔·萨拉            | 67.04%                 | [ 24 ]                 |

## 人口
2020年，勒维冈市镇人口数量为3,708，在法国排名第3,003位。其中男性1,713人，女性1,995人，75岁及以上人口占12.5%，外籍人口数量为225人，人口密度为215人/平方公里，当地居民被称为（男性）或（女性）。2021年，勒维冈境内出生31人，死亡人口90人。
| 勒维冈1901年－2020年人口变化情况 |
|                                  |
| 数据来源：Cassini、INSEE         |

## 经济

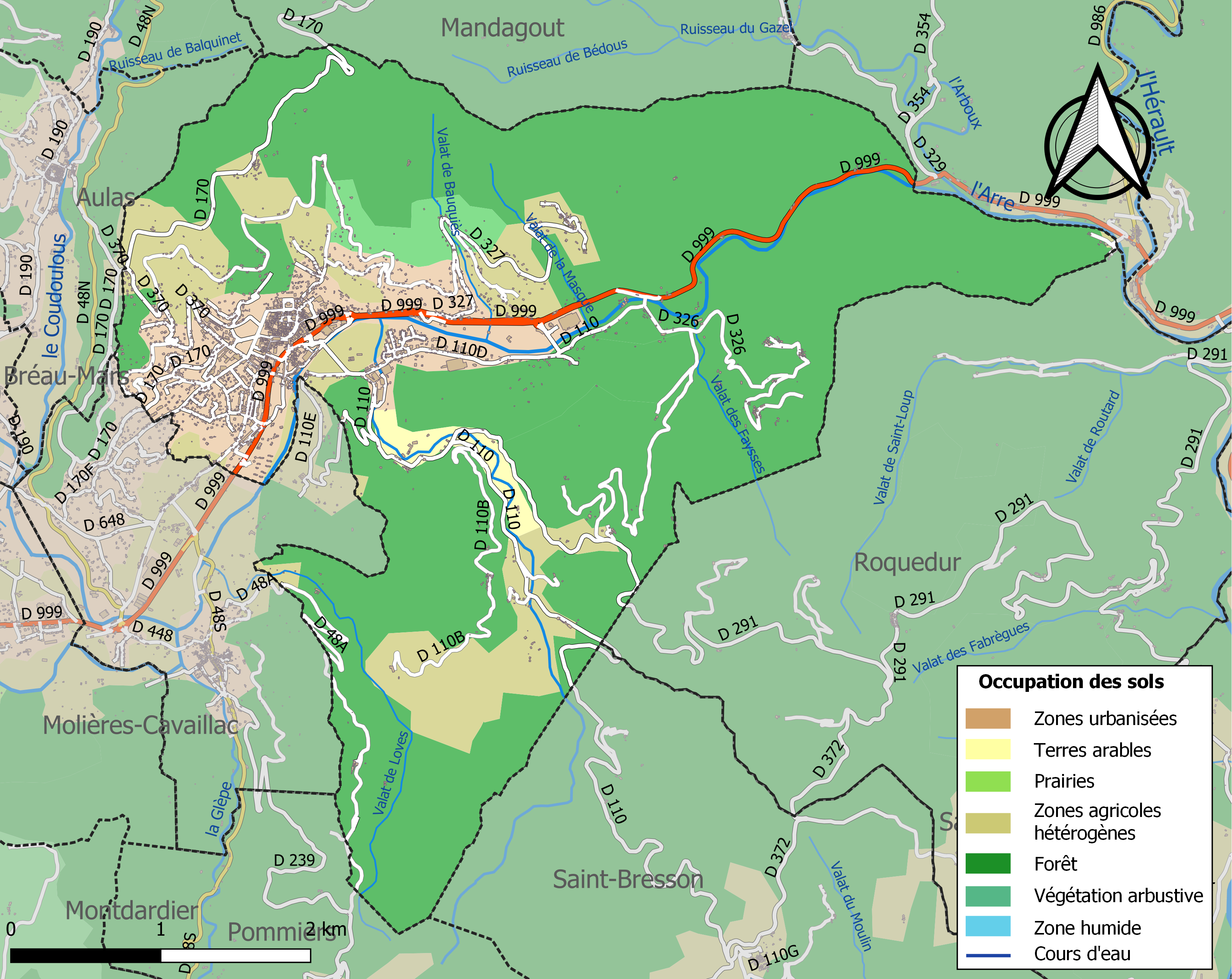
勒维冈土地利用情况地图

截至2023年11月，勒维冈市镇范围内共有各类用人单位（包含自雇）852家，平均历史为17年，均为中小型企业（PME），2023年9月至11月间，当地的经济活力指数为0。（企业管理）、（电力安装）及（服装销售）是当地2021年营业额最高的三个企业，分别为320,000欧元、230,928欧元和130,703欧元。

## 财政与居民收入
2021年，勒维冈的财政收入总额为5,204,230欧元，财政支出总额为4,122,360欧元，当年的债务总额为2,116,320欧元。2021年，勒维冈市镇通过增值税获得173,300欧元的收入，此外当地还共获得了248,290欧元的国家直接财政补助。
2019年，勒维冈的人均月收入总额为1,791欧元，其中高级职员为3,506欧元，低于法国平均水平（4,230欧元）；中级职员为2,156欧元，低于法国平均水平（2,411欧元）；普通职员为1,522欧元，亦低于法国平均水平（1,740欧元）。
2020年，勒维冈境内的贫困率为29%，青壮年（15至64岁）失业率为23.9%；2022年，当地26.8%的家庭拥有纳税资格，平均纳税2,027欧元，低于法国平均水平（4,393欧元）。

## 社会事务

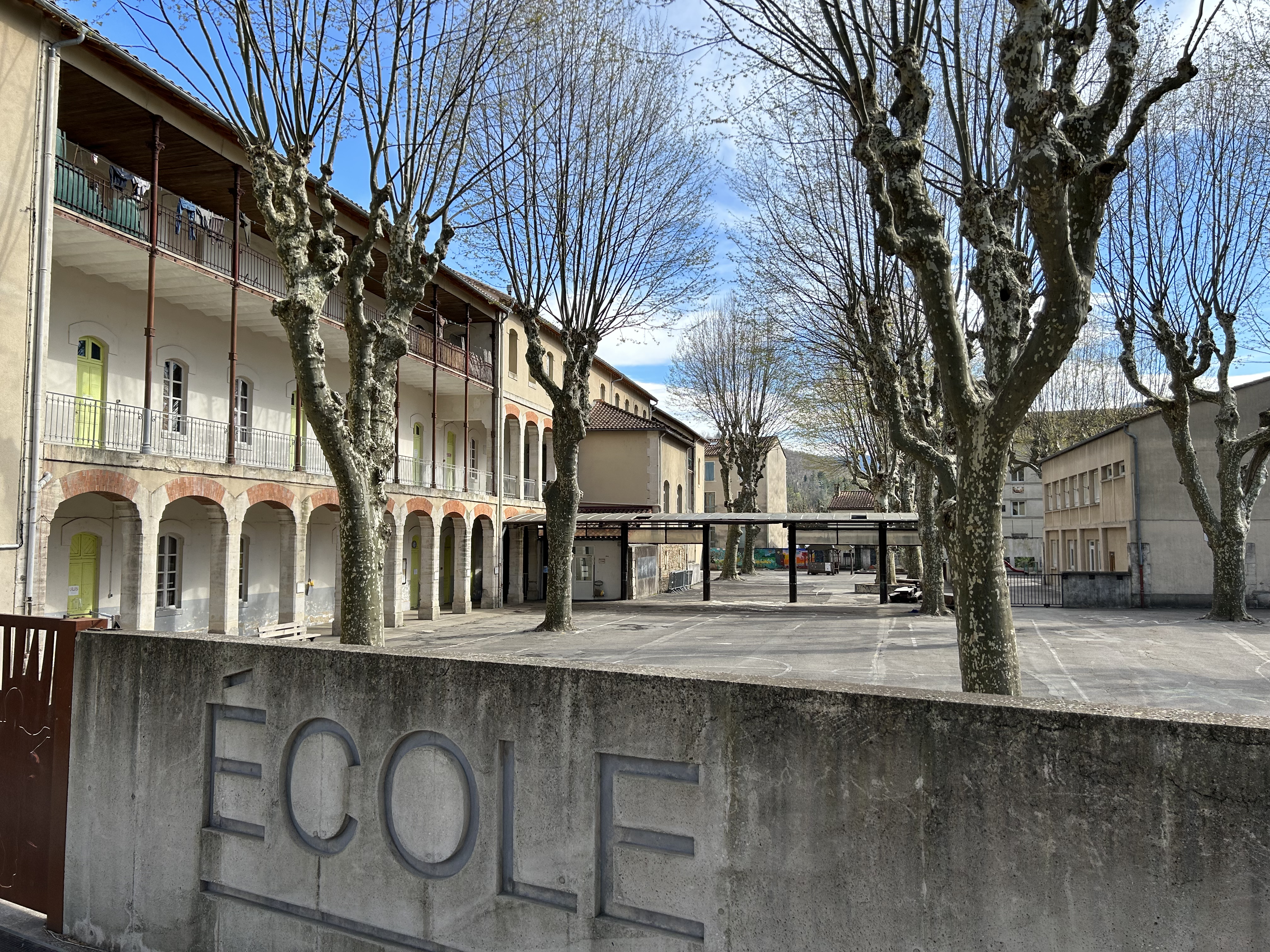
勒维冈的一所学校

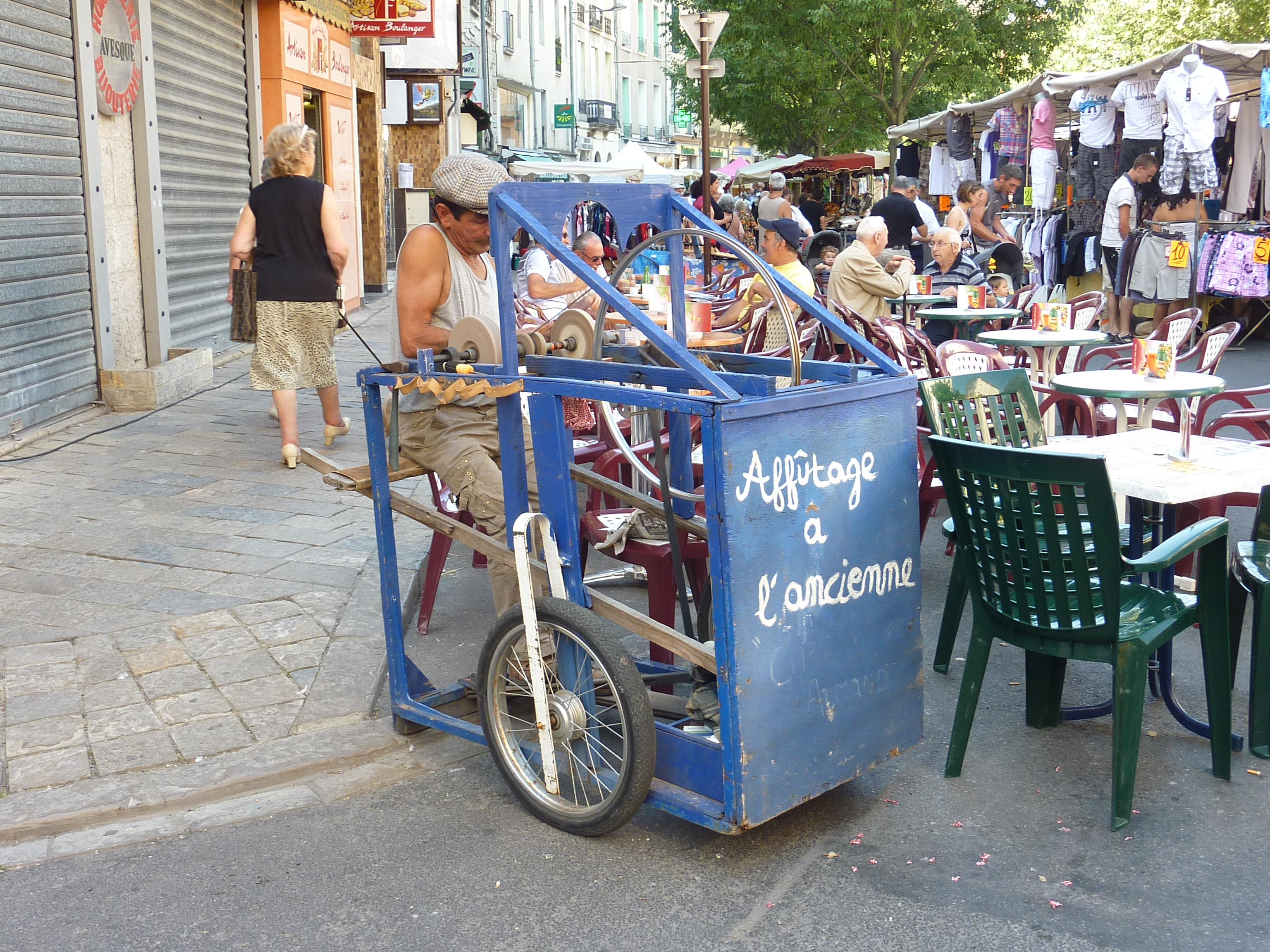
传统集市摊位

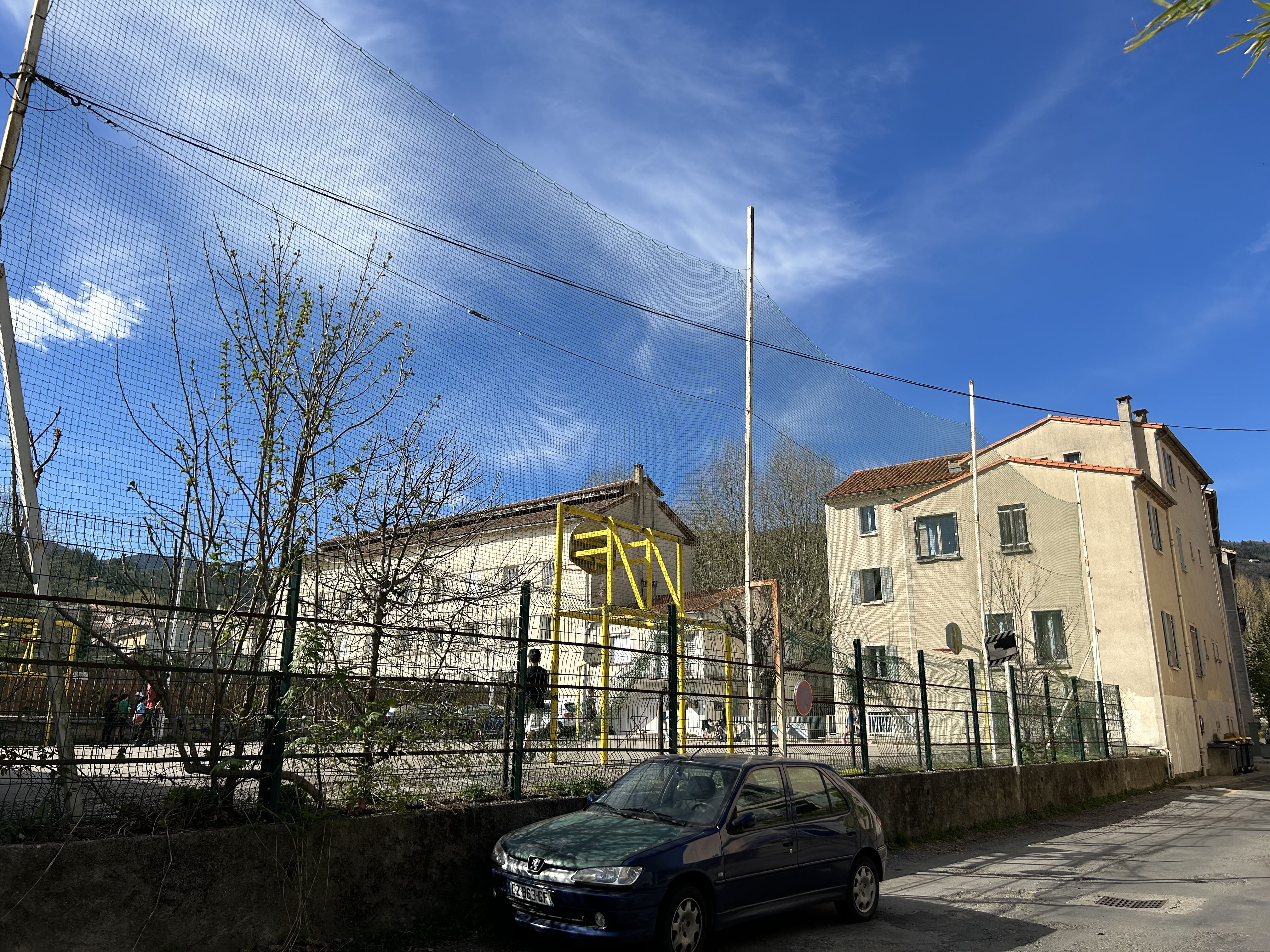
街头球场

### 教育
勒维冈属于蒙彼利埃学区。截至2021年1月1日，勒维冈境内共有1所幼儿园、2所小学、1所初级中学、1所普通高中。2021至2022学年度，勒维冈境内共有在校中等教育阶段学生951名。
在高等教育方面，勒维冈境内有一所卫生学校。

### 医疗
截至2021年1月1日，勒维冈境内共有全科医生10名、保健师12名、牙医7名、护士29名、助产士2名和妇科医生1名。境内共有药房4家、养老院2家。
勒维冈便民医院（Hôpital de proximité du Vigan）是法国的一个区域性医疗机构，其主病区位于市区北侧，设有床位35个。

### 住房
2020年，勒维冈境内共有各类住房2,705套，其中45.8%为独立式居民区，53.2%为集中式居民区。常住房屋占勒维冈市镇范围内居民建筑总量的70.5%。
在住房保障政策方面，2022年，勒维冈境内共有669户家庭获得了住房经济补助，受益人数占总人口数量的19.9%，其中652份为房租补助。

### 商业
2021年，勒维冈境内共有各类实体商铺125家，其中餐厅20家、大型超市3家、杂货店1家、面包房4家、肉铺1家、书店2家、装饰品店2家、银行门店3家、美容美发店10家、汽车维修店8家。勒维冈镇中心建有Super U及Lidl购物超市。

### 体育
2021年，勒维冈境内共有1家游泳池、1间体育馆、1座综合体育场、5处网球场、2处足球或橄榄球场以及2处篮球或排球场。
截至2023年11月，勒维冈地区艾古阿勒足球俱乐部（Football Club Pays Viganais Aigoual，编号551688）是勒维冈境内唯一的一家注册足球俱乐部，该足球队成立于2004年，其主队2023至2024赛季参加加尔省足球联赛乙组（法国第十级别），其主场为布朗达尔球场（Stade Brun d'Arre）。

### 环境
勒维冈的环境事务由其所属的勒维冈地区市镇公共社区联合各级政府协调负责。2021年，勒维冈境内暂无污染企业。

### 治安
2021年，勒维冈市镇范围内有1处宪兵队。
勒维冈国家宪兵队（zone gendarmerie du Vigan）的管辖范围共包括76个市镇。2020年，该宪兵队累计记录各类案件1,337起，其中盗窃类案件703起，经济类案件153起，毒品交易类案件78起。

## 文化

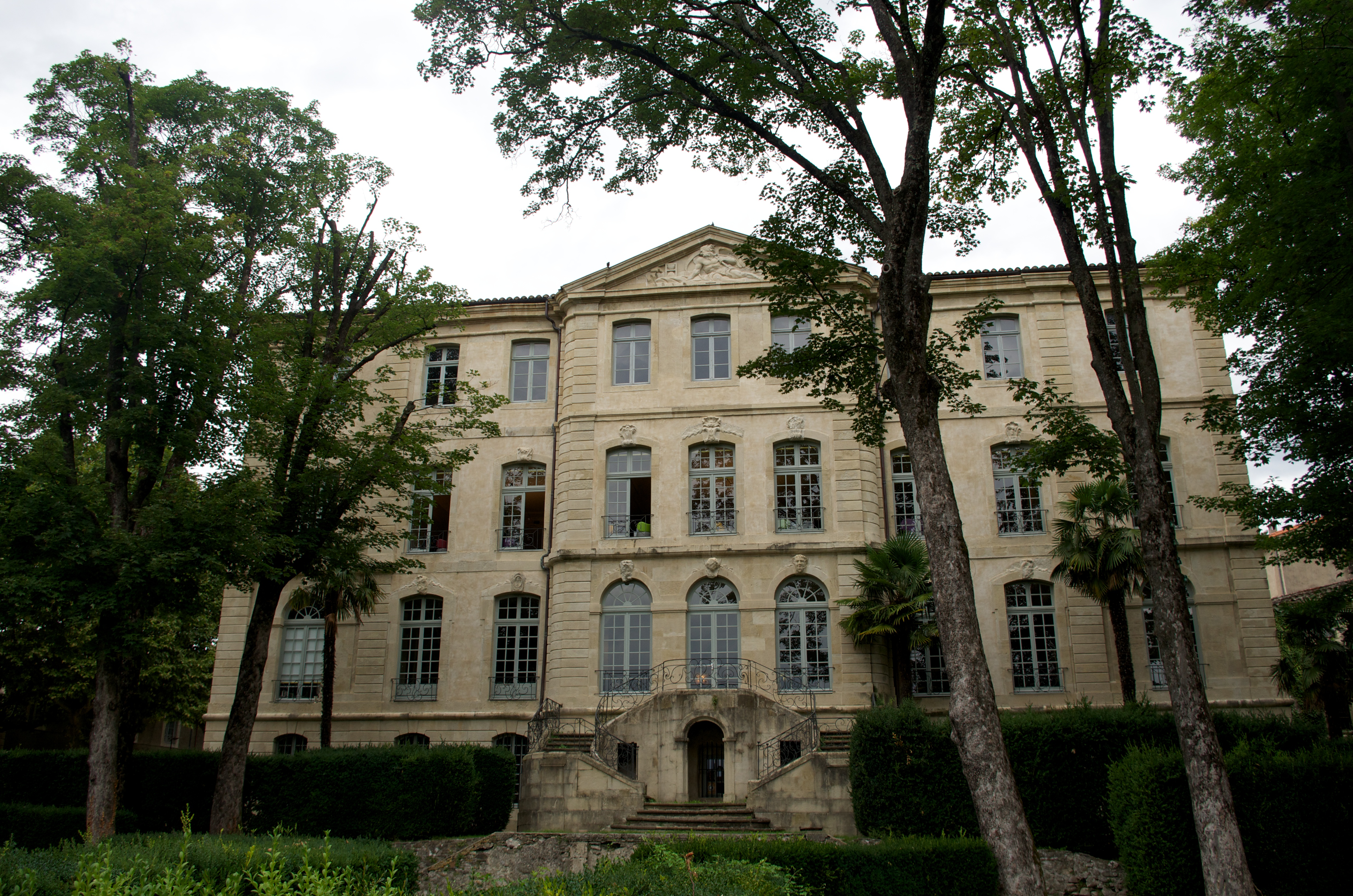
阿萨斯城堡

2021年，勒维冈境内共有1家电影院和1家博物馆。勒维冈境内的阿萨斯城堡开辟有勒维冈地区市际多媒体中心（Médiathèque intercommunale du Pays viganais），每周一至六向公众开放。

### 建筑
勒维冈境内有多处历史建筑，其中老桥、阿萨斯城堡等为法国国家文物保护单位，镇中心的圣伯多禄教堂（Église Saint-Pierre du Vigan）亦是当地的地标性建筑物。

### 旅游
勒维冈的旅游事务由其所属的勒维冈地区市镇公共社区负责。2023年，勒维冈境内共有1家酒店共计25间房间；另有1个露营地，可容纳共170辆露营车。

### 媒体
法国主要的媒体均可在勒维冈接收，法国电视三台下属的奥克西塔尼大区频道在部分时段播出勒维冈所在加尔省的地方新闻。奥克西塔尼加尔地区电视台、《自由南方报》、蓝色法兰西加尔-洛泽尔广播、蓝色法兰西埃罗广播等是当地主要的地方性媒体。

## 相关人物
法国植物学家皮埃尔·凯泽尔和政治家安德烈·费夫里耶出生于勒维冈。

## 友好城市
截至2023年11月，勒维冈共与两座城市建立了友好城市关系：
- 義大利 内瓦河畔奇萨诺
- 西班牙 比加斯特罗